# هيروتادا إيتو
هيروتادا إيتو (باليابانية: 伊藤 博幹) (5 ديسمبر 1987 في موريغوتشي في اليابان – )؛ هو لاعب كرة قدم كان يلعب كمدافع.

## وصلات خارجية
- هيروتادا إيتو على موقع عالم كرة القدم.نت (الإنجليزية)